# Лушниковська сільська рада
Лу́шниковська сільська рада (рос. Лушниковский сельский совет) — сільське поселення у складі Тальменського району Алтайського краю Росії.
Адміністративний центр — село Лушниково.

## Населення
Населення — 520 осіб (2019; 644 в 2010, 838 у 2002).

## Склад
До складу сільської ради входять:
| Населений пункт | Населення, осіб (2002) | Населення, осіб (2010) |
| --------------- | ---------------------- | ---------------------- |
| Кошелево, село  | 306                    | 222                    |
| Лушниково, село | 532                    | 422                    |